# Paulo Gonçalves
Francisco de Paula Gonçalves, conhecido como Paulo Gonçalves, (Santos, 2 de abril de 1897 - Santos, 8 de abril de 1927) foi um poeta e dramaturgo brasileiro.
Era filho de Benvinda Fogaça Gonçalves e Manuel Alexandre Gonçalves.
Exerceu a função de jornalista em diferentes periódicos em São Paulo e em Santos.
Foi autor de peças teatrais, do período simbolista, de elevado refinamento e de grande sucesso.
Foram seus contemporâneos, envolvidos intensamente com sua produção teatral, figuras expoentes do teatro brasileiro tais como Oduvaldo Viana, Leopoldo Fróes, Procópio Ferreira e Iracema de Alencar.
Sua produção na dramaturgia inclui as peças em verso: "Núpcias de D. João Tenório", "Quando as Fogueiras se Apagam", "O Juramento" e  "1830".  Foi, também, autor das peças em prosa: "As Noivas", "As Mulheres não Querem Almas" e " A Comédia do Coração".
Foi, ainda, um poeta de rara sensibilidade, cuja obra só não é mais extensa dada sua morte prematura. O "poeta do coração", como era chamado, foi contemporâneo de Vicente de Carvalho e de Martins Fontes, também poetas santistas de grande reconhecimento nos meios literários.
Sua única obra poética publicada foi "YARA", que é uma coletânea de poemas vinda a público em 1922. Um segundo livro, "Lírica de Frei Angélico", fragmentário e na forma de manuscrito não chegou a ser publicado devido à morte do poeta.
Idealista, foi, também, um dos fundadores do Partido da Mocidade, em 1925, tendo sido esse um movimento cívico de protesto contra os processos de corrupção e os processos políticos retrógrados que vigoravam no Brasil na década de 1920.
O texto a seguir foi transcrito de um manuscrito inédito, e demonstra a refinada sensibilidade e o lirismo poético de Paulo Gonçalves:
De como nasci para a poesia
Em menino, o meu maior enlevo era ver gravuras. Delirava de contentamento quando me levavam à igreja, a ver os vitrais e as imagens dos santos. Um dia, por suprema contemplação, meu pai consentiu que eu folheasse, depois de ensaboar devidamente as mãos, um Lusíadas enorme que havia em sua biblioteca, e que eu namorava em choros perenes. Tão demoradamente e com tanta volúpia contemplei as ilustrações da epopéia lusa que ainda hoje sei de cor. De todas, porém, a que mais me impressionou foi o retrato de Camões, no seu tabardo cor-de-rosa, todo em pregas, no colo a lira divinatória e um solene ar de domínio no olho único. Graças à paciência de meu pai, fiquei sabendo o sentido da palavra poeta e que a poesia era a linguagem dos deuses. Facilmente acreditei na veracidade da metáfora, pois já havia notado que em dias de festa em casa, enquanto alguém recitava, os ouvintes se perdiam em atitudes de êxtase. Meu pai se esqueceu de revelar-me o simbolismo da lira. Daí o perigo. Desabrochou-se n’alma o capricho de ser poeta, menos pelo orgulho do título que pela fascinação do encantado instrumento. Confesso de coração aberto que esse desejo não constituiu uma precoce revelação de gênio. Absolutamente. Não quero iludir a boa fé dos pósteros. Desejei uma lira como poderia desejar um espadim ou um cavalo de pau...
---
Ora, dá-se o caso que, propiciando um idílio dominical aos namorados, havia no meu lugarejo uma filarmônica. Os músicos pareciam generais nas suas fardas oirejantes. O jardim ficava vedado por um gradil de ferro, onde por vezes me dependurava para assistir à passagem da banda; mas o povo ondeava, aberto em alas à minha frente, tapando os olhos curiosos. Só uma vez consegui vê-la, de perto, faiscante ao sol, no rigor da marcha marcial. Logo na primeira fila, vinha o tocador da lira, bigodudo e gordalhudo. Foi um espanto. Alei-me à casa:
- Papai, diga o nome de um poeta italiano.
- Poeta italiano... Dante.
- Pois eu vi Dante !
Meu pai, sorrindo, beijou-me a testa.
---
O misterioso velhinho que, numa noite só, percorre todas as casas do mundo, a encher de brinquedos os sapatos das crianças, trouxe-me certa vez uma lira pequenina. E nunca atinei como é que se podiam arrancar versos das cordas...
---
Como para as almas, há um ciclo para o sonho: hoje pago tributo ao delírio da infância. As cordas que espedacei espiritualizaram-se: saudade, amor e sofrimento. Desvendei o mistério da lira.
Antes não o soubesse...